# 叠氮化钡
叠氮化钡（化學式：Ba(N3)2）是一種無機的叠氮化合物，容易爆炸，但其對震動的感度不如叠氮化铅。

## 用途
叠氮化钡可用來製備各種叠氮化合物，包括疊氮化鈉、疊氮化鉀、疊氮化鋰、疊氮化銣、疊氮化鋅，製備方式是將叠氮化钡和金屬的硫酸鹽反應。
Ba(N3)2 + Li2SO4 → 2 LiN3 + BaSO4
上述方式也可以製備疊氮化鎂，但製備的疊氮化鎂很容易潮解。
加熱叠氮化钡後可以得到高純度的氮氣：
Ba(N3)2 → Ba + 3 N2